# Passiflora purdiei
Passiflora purdiei är en passionsblomsväxtart som beskrevs av Ellsworth Paine Killip. Passiflora purdiei ingår i släktet passionsblommor, och familjen passionsblomsväxter. Inga underarter finns listade i Catalogue of Life.